# 斜肩海螄螺
斜肩海螄螺（学名：Epitonium gradilis）为海螄螺科海螄螺屬下的一个种。